# 華涌
華涌（1969年1月14日—2022年11月26日），男，出生於军人家庭，遼寧省營口市人，是一位對中國現實及體制持鮮明批判立場的自由畫家、藝術家、異議人士。

## 生平
華涌曾表示1989年八九民主運動時自己剛好20歲，雖因尚未定居北京而未能親身投入學運，但六四對他影響至深，令他更習慣於用批判的視野審視中國現行制度，因而他的作品有不少帶著明顯的政治意味。華涌自2011年起於6月4日進行名為「記憶周期」的行為藝術以悼念六四亡靈，其中2012年6月4日，華涌在天安門廣場上用自己的鮮血在額頭寫上「六四」二字，以紀念在六四天安门事件中被中國人民解放軍打死的抗議者，不到兩分鐘就被約三名警察衝上來制止帶走，從而被判勞動教養一年三個月。華涌亦多次因表演行為藝術而被威脅、遭停業、貼身監視、以「尋釁滋事」抓捕、刑事拘留等处罚。
2011年7月1日中共90週年黨慶當天，華湧與另外12人到中共一大召開地浙江嘉興南湖， 計劃裸身登上一艘載滿水的木舟，緩緩划行直至木舟沉船。這一「沉船」行為藝術目的是譏諷中共。然而表演尚未開始，一行人便遭到警察阻擾並强行帶走。
2015年習近平大閱兵之際，華涌在北京多個公共場所比出向納粹黨與元首希特勒致敬的納粹禮手势，之後被警方帶走。同年稍後，香港銅鑼灣書店股東及員工失蹤事件時，華涌曾赴銅鑼灣書店外寫生，呼籲香港人關注此事件。其藝術工作室於2017年3月疑被當局派人闖入打砸迫遷；10月則因中國共產黨代表大會被軟禁看守在家至少十多天，華涌感嘆白色恐怖在家都能感受得到，他對中國的未來充滿憂慮。
2019年9月起在泰国流亡。
2021年4月5日抵达加拿大，并申请难民庇护。
2022年11月25日，華湧在加拿大於深夜獨自划行橡皮艇出海，一夜未歸，經所居小鎮警方搜尋後，於11月26日上午發現華湧的尸體。

## 参与行动

### 北京低端人口事件
2017年11月，中國共產黨中央政治局委員與北京市委員會書記蔡奇主導於寒冬之際在無安置、無賠償或補償的情況下清除全市高達數十萬的「低端人口」（含基層、白領階層、外來人口與北京當地人）的大排查驅趕行動，被多數媒體稱為「北京切除」（页面存档备份，存于）。
華涌至遲從11月25日起即於北京多處以邊走邊持手機拉出自拍棒的方式採訪、拍攝呈現官員破門突襲的情景、被拆成廢墟的房屋、遭驅逐住戶之無望無奈、及居民抗爭的畫面。一位房東向他講述安全官員怎樣破門而入突襲她的小公寓樓，嚇壞裡面的居民。當局還關掉暖氣，以迫使居民離開，她說當局有些做法比戰爭期間在日本人佔領下的還糟糕。華涌公布達數小時的紀錄片後也在推特上呼籲外界緊急關注，因而觸怒當局遭捉拿搜捕。
華涌在大批村民的保護下成功於12月7日撤離北京，他當時接受採訪時說「在一個不能講真話的環境裡，創造藝術品是毫無價值的事情」，並於8日在Twitter上發表一封公開信「我希望自由國度裡的朋友們關心在非自由國度裡正在煎熬的人們，更希望非自由國度的人民勇敢地站起來，去爭取做人的權利和尊嚴。」他強調自己沒有做錯任何事，但表示被抓到後可能遭秘密關押或殺害。華涌輾轉逃亡後在15日夜於天津友人家被捕。他在失去自由前透過自拍告訴三歲的女兒：「爸爸所做的一切，就是為了妳們這一代人不要再經歷爸爸和爺爺們經歷過的事情。爸爸想要我們國家好起來，應該公正、公平、自由、民主、言論自由，人人都敢在大庭廣眾之下、在陽光燦爛的大街上說真話。我願意用我的肉身、用我的軀體，去捍衛一個公民說真話的權利、一個公民做人的權利。...爸爸就是為了妳們這一代人不要再像爸爸這一代人、爺爺這一代人活得這麼憋屈。中國人該站起來了。」護送華涌離開大興的大興區西紅門鎮新建村的五名村民也已遭拘捕。

### 聲援董瑤瓊
湖南挖煤礦工之女董瑤瓊在上海海航大廈前高喊「反對習近平獨裁專制暴政」，並直播向習近平畫像潑墨後失蹤。華涌在湖南找到董瓊瑤的父親挖煤礦工董建彪後，得知其女已被中共當局以所謂的「攻擊國家領導人」罪名抓捕，董建彪說“如果是我，我也會潑”、“我認為她的行為是好的，她不是為自己，是代表底層人，她說的是事實”、“我女兒這次可能命都保不住了，習主席把自己當成皇帝，過去得罪了皇帝是要株連九族的…”、“得罪了這麼高的權貴，如果判她死刑，我願意去頂，如果頂不了，我也不想活了”、“我就要保住女兒一條命”。直播這一事態並表明“希望全世界熱愛自由的人們，替我和董建彪先生呼籲言論自由無罪…”的華涌和董父也立即於半夜被破門而入抓走。

### 成立公众党
华涌流亡泰国曼谷后，成立中国公众党，谴责中国当局应对2019冠状病毒病疫情不力，发起“不合作、不复工、不还贷”三不运动。

## 外部連結
- 華涌的X（前Twitter）
- HuaYong 华涌（页面存档备份，存于）@youtube